# Anisodes tharossa
Anisodes tharossa là một loài bướm đêm trong họ Geometridae.